# Богорія (Сташовський повіт)
Богорія (пол. Bogoria) — місто в Польщі, у гміні Боґорія Сташовського повіту Свентокшиського воєводства.
Населення — 1076 осіб (2011). Статус міста з 1 січня 2024 року.
У 1975-1998 роках село належало до Тарнобжезького воєводства.

## Демографія
Демографічна структура на день 31 березня 2011 року:
|          | Загалом | Допрацездатний вік | Працездатний вік | Постпрацездатний вік |
| -------- | ------- | ------------------ | ---------------- | -------------------- |
| Чоловіки | 501     | 123                | 320              | 58                   |
| Жінки    | 575     | 117                | 324              | 134                  |
| Разом    | 1076    | 240                | 644              | 192                  |